# Cao Huan
Dans ce nom, le nom de famille, Cao, précède le nom personnel.
Pour les articles homonymes, voir Cao.
Cao Huan est le fils de Cao Yu et l’arrière petit-fils de Cao Cao. Il monte sur le trône le 8 juillet 260 et est le cinquième et dernier empereur des Wei. Lors du conflit entre Deng Ai et Zhong Hui, son Premier Ministre Sima Zhao l’oblige à mener une expédition jusqu’à Chang'an dans le but d’empêcher une rébellion de l’un d’eux. Le Royaume de Shu est conquis sous son règne, bien que Cao Huan ne fût empereur que de nom et n’eut aucune véritable autorité sur son empire. Il est d’ailleurs contraint d’abdiquer en faveur de son Premier Ministre Sima Yan en le 4 février 266, est fait prince de Chenliu et meurt en l’an 302 de mort naturelle.